# Киша (филм)
„Киша“ је југословенски филм из 1972. године. Режирао га је Младомир Пуриша Ђорђевић, који је написао и сценарио.

## Радња
Кратка авантура младе удате жене и полицијског инспектора у зимском одмаралишту, приликом поновног случајног сусрета претвара се у велику забрањену љубав.

## Улоге
| Глумац                  | Улога    |
| ----------------------- | -------- |
| Драгомир Чумић          |          |
| Нада Касапић            |          |
| Предраг Милинковић      |          |
| Душица Жегарац          |          |
| Предраг Ивановић        | Трубач   |
| Дивна Ђоковић           | Певачица |
| Нада Кнежевић           | Певачица |
| Бисера Велетанлић       | Певачица |
| Страхиња Мојић          |          |
| Михајло Бата Паскаљевић |          |
| Еуген Вербер            |          |
| Душан Вујисић           |          |
| Милан Ајваз             |          |
| Радмило Ћурчић          |          |
| Мирко Даутовић          |          |